# Humboldthöhe

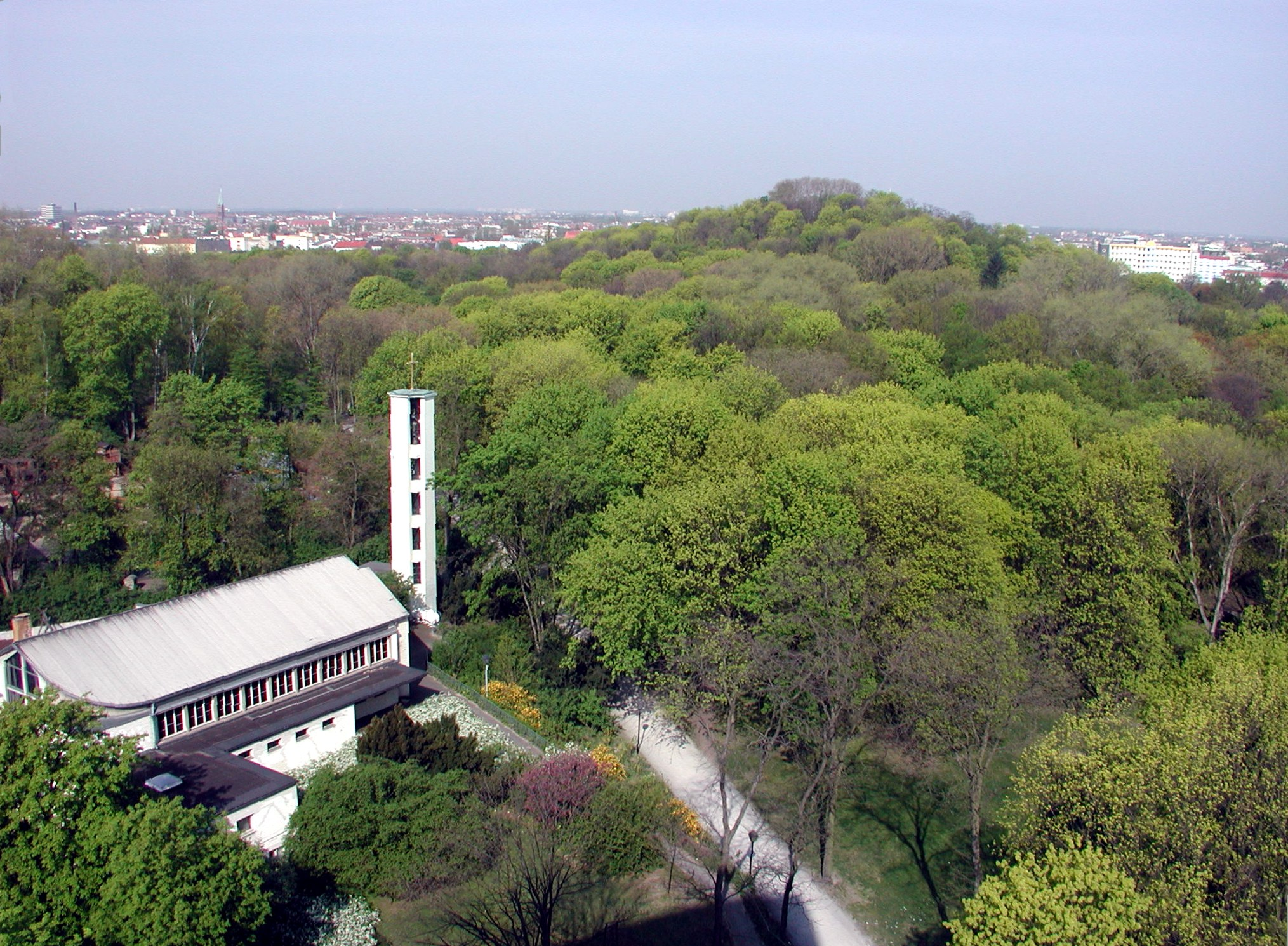
Le Humboldthöhe.

Le Humboldthöhe est une Schuttberg au sein du parc public Humboldthain, à Berlin. Elle s'élève à 85 mètres.

## Histoire
En 1941 et 1942, la Wehrmacht fait bâtir dans le parc deux tours de Flak qui servent à la défense anti-aérienne. Après la fin de la Seconde Guerre mondiale, les bunkers servent de diverses façons, comme des entrepôts, des laboratoires, des ateliers de couture… En 1947, les Alliés décident de les supprimer.
Au Humboldthain, les explosions sont effectuées par des spécialistes français. Le petit bunker est détruit le 17 décembre 1947, les gravats sont déposés avec ceux des habitations pour former le Rodelberg.
Le grand bunker est dynamité en mars 1948 en deux fois pour que la tour à son pied tombe aussi. La tour plus au nord est conservée pour ne pas abîmer la Ringbahn.
Selon les plans de l'architecte Günter Rieck, de nombreuses petites entreprises et beaucoup de « travailleurs d'urgence » réalisent la transformation du bunker en un nouvel environnement. Les décombres sont posés dans la partie en sous-sol. Les travaux se terminent en 1951.
Le mur nord du grand bunker et la paroi du petit bunker servent pour la section berlinoise de la Deutscher Alpenverein de murs d'escalade difficiles.
Pour le nom de cette nouvelle hauteur, un concours est lancé, 980 propositions sont faites. Le conseil de Wedding choisit un nom simple, Humboldthöhe. D'autres parties du parc continuent d'être aménagées comme des Schuttbergs.
Après la fin du dépôt de gravats, ils sont recouverts par de la terre, de nombreux jeunes arbres sont plantés. Le 13 septembre 1952, on inaugure un centre de loisirs sur la hauteur. En 1967, on pose sur une tourelle une statue pour la réunification de l'Allemagne six ans après la construction du mur de Berlin.
Après un long travail d'inspection et de consolidation (1954, 1982-1983, 1988-1990), le pont supérieur de la tour de Flak sert de plate-forme d'observation.